# ザ・ブラバド・ブラザーズ
ブラバド・ブラザーズ（Bravado Brothers）は、プロレスのタッグチーム、ユニットである。アメリカ合衆国のプロレスラーであるランス・ブラバドとハーレム・ブラバドの兄弟によって構成されている。別名はブラバドズ（The Bravados）、ブラバド兄弟（ブラバドきょうだい）。ROHに所属。

## 略歴
2008年6月にNWAマウンテン・ステート・レスリングでランスとハーレムの兄弟同日にデビューした。その頃から兄弟チームとして活動し、行動を共にしている。
ROHへ移籍し、2011年7月にROH世界タッグ王座挑戦者決定トーナメントに出場。決勝まで勝ち上がるが、惜敗。しかしそれ以降、兄弟タッグでROH戦線で活躍する。
2012年よりプロレスリング・ノアへ兄弟で留学した。ノアにおいても「ブラバド・ブラザーズ」のタッグで試合をすることが多い。
兄弟ならではの息の合った連係プレーや合体技が豊富である。

## 連携技
- バックドロップ&ネックブリーカー
- 延髄斬りからのジャーマン・スープレックス